# Andrea Arnold
Andrea Arnold (Dartford, 5 de abril de 1961) é uma cineasta e ex-atriz francesa.